# Етнічна межа
Етнічна межа (етнічні межі, межа етнічної території, межі етнічної території) — умовна лінія, що розмежовує етнічні території. Етнічною межею є умовна лінія граничного поширення поселень з чисельною перевагою певної етнічної спільноти над будь-якою іншою етнічною спільнотою, лінія, що розмежовує територіальні групи поселень зі змішаним складом людності одних етнічних груп від територіальних груп поселень зі змішаним складом людності інших етнічних груп.

## Проходження межі на місцевості та позначення її на карті
На етногеографічних мапах межу етнічної території показують умовною лінією, що позначає кінець етнічної території, її край, або смугою етнічно змішаного населення.
У густозаселених районах межу між етнічними територіями суміжних етносів проводять між найменш віддаленими порубіжними поселеннями, а саме — по спільних границях адміністративно підпорядкованих їм територій. Етнічні межі розділяють суміжні етнічні території, а також відокремлюють етнічні території від незалюднених частин земної поверхні. Природними рубежами етнічних територій часто стають морські узбережжя, гірські хребти, річки, болота, ліси, вододіли.

## Історичність меж етнічних територій
Межі етнічних територій змінюються в часі. Головні причини, що призводять до пересування етнічних меж, такі:
- зміни, що відбуваються в географічному середовищі;
- перетворювальні (трансформаційні) етнічні процеси різної природи (природні й через стимулювання та примус);
- міграційні процеси;
- відмінності в демографічному відтворенні етнічних спільнот;
- пандемії;
- депортації;
- геноцид.

## Картографування етнічних меж українців та сусідніх народів
Картографування етнічних територій активно розвивалося у XIX й XX ст. Етнічні межі більшості європейських народів та їх зміни у часі докладно вивчені географами та істориками і показані на картах, в національних і регіональних атласах, а також у спеціальних атласах (в атласах народів). Формування візуального образу української етнічної території відбувалося упродовж середини XIX ст. — початку XX ст. Сучасна межа української етнічної території вивчена ще недостатньо докладно. Загалом вона наблизилася до лінії державного кордону України, збігаючись із нею на більшості ділянок українсько-польського та українсько-білоруського кордонів.